# Marócsa
Marócsa (horvátul: Marača, Maroč) község Baranya vármegyében, a Sellyei járásban.

## Fekvése
Marócsa zsáktelepülés Sellyétől északnyugatra. Bár közigazgatási területén áthalad a kisvárost Szigetvár, illetve Szentlőrinc térségével összekötő 5806-os út, a falu belterülete kiépített közúton csak Kákics irányából érhető el, az 58 153-as számú mellékúton.
Távlatilag Marócsa helyzete is javulhat abban az esetben, ha megvalósulnak azok a regionális fejlesztési elképzelések, melyek között a 67-es főútnak a horvát határig történő meghosszabbítása is szerepel. A lehetséges verziók közül az A jelű nyomvonalváltozat ugyan valamelyest elkerülné keletről a község területét, de a B változat közvetlenül a falu határában haladna el.

## Elnevezései
Horvátul két elnevezése létezik a falunak: a drávakeresztúriak által használt Marača és a felsőszentmártoniak által használt Maroč alak.
A település nevének eredete nem egyértelmű, de a délszláv nyelvek valamelyik, alakilag hasonló kifejezéséből származhat az elnevezés.

## Története
Az oklevelek 1332-ben említették először Morocha, Morol, Morolcha, Morocha, Morolka, Morossa neveken. 1431-ben már mint önálló plébániával rendelkező falut említették. A 15. században a pécsi székesegyház főesperességéhez tartozott.
A középkorban több kisebb-nagyobb falu határolta, melyek egyházjogilag hozzá tartoztak, és melyek egy része mára oly mértékben megsemmisült, hogy nyomai sem ismeretesek. Ilyen falu volt északkeletre Legéncsi, délre Gilicze, délnyugatra pedig Körcsönye; ezek közül Legéncsi hajdani területe ma marócsai erdőrész; Gilicze egykori helye Kákics, Körcsönyéé pedig Bogdása közigazgatási területére esik. A felsoroltak mellett Marócsa leányegyháza volt még Endrőc is, amely ma is létező település Marócsától északnyugatra.
Legéncsi vagy Legencse középkori falu volt a Fekete-víz folyása mentén, attól délre, amely a török hódoltság alatt elnéptelenedett. Hosszú ideig tartó lakatlanság után a 19. század végén ismét kis lakott település alakult ki itt, cselédsorú lakosokkal. A 20. század elején Alsó- és Felsőlegencse puszta is létezett, ahonnan 1930-ban 59 lakost írtak össze. 1970-ben már csak Felsőlegencse volt lakott hely, 9 lakossal. Ma a területen kutatás nélkül már épületromok sem nagyon fedezhetők fel.
A 19. században az akkor csupa faházból álló Marócsa leégett. A falu földesura, Draskovics gróf 1886-ban iskolát építtetett ide, mely az 1974-es országos körzetesítés során megszűnt, azt követően az itteni diákok a sellyei körzeti általános iskolába jártak. Ma a községben nincs se óvodás, se iskolás korú gyermek. A volt református iskolában 2003 óta polgármesteri hivatal és a községi könyvtár működik.
Jelenleg a település közigazgatási területének több részét tartják számon régészeti jelentőségűként: ilyen maga a községi belterület és az attól kissé északra található temetődomb, jelentős – a belterület kiterjedésével közel azonos – nagyságú régészeti jelentőségű területet képez a központ keleti szomszédságában elterülő Pusztagáti-dűlő, és még ennél is mintegy kétszer nagyobb kiterjedésű, hasonló területnek minősül a település északi határában található Legentse-dűlő, a fentebb említett Legéncsi falu egykori területe.

## Közélete

### Polgármesterei
- 1990–1994: Kiss József (Fidesz)[7]
- 1994–1998: Kiss József (független)[8]
- 1998–2002: Kiss József (független)[9]
- 2002–2006: Berta Jenőné (független)[10]
- 2006–2010: Berta Jenőné (független)[11]
- 2010–2014: Berta Jenőné (Fidesz-KDNP)[12]
- 2014–2019: Berta Jenőné (Fidesz-KDNP)[13]
- 2019–2024: Berta Jenőné (Fidesz-KDNP)[14]
- 2024– : Berta Jenőné (Fidesz-KDNP)[1]

## Népesség
A település népességének változása:
| Lakosok száma | 104  | 94   | 90   | 82   | 78   | 74   | 66   | 68   | 71   |
|               | 2013 | 2014 | 2015 | 2017 | 2019 | 2021 | 2022 | 2023 | 2024 |

A 2011-es népszámlálás során a lakosok 100%-a magyarnak, 39,6% cigánynak mondta magát (a kettős identitások miatt a végösszeg nagyobb lehet 100%-nál). A vallási megoszlás a következő volt: római katolikus 68,1%, református 28,6%, felekezeten kívüli 2,2% (1,1% nem nyilatkozott).
2022-ben a lakosság 78,8%-a vallotta magát magyarnak, 21,2% cigánynak (21,2% nem nyilatkozott; a kettős identitások miatt a végösszeg nagyobb lehet 100%-nál). Vallásuk szerint 48,5% volt római katolikus, 15,2% református, 1,5% görög katolikus, 4,5% felekezeten kívüli (30,3% nem válaszolt).
A település mai lakóinak a fele cigány származású magyar,illetve részben cigány magyar vegyes házasságból való.. Az etnikai arányok eltolódása már az 1930-as években megindult. 1937-ben 280 lakosából 220 magyar (közülük 200 református és 20 "beköltözött") és 60 letelepített cigány volt. Az őshonos református magyarság száma és aránya az egykézés következtében fokozatosan csökkent, 1936-ban a falu 12 első osztályos tanulója közül 8 cigány, 3 "beköltözött" magyar és 1 református volt.
2001-ben 117 lakója közül mind a 117 magyarnak vallotta magát, 76 római katolikus és 32 református élt a faluban.